# Prostorni
Prostorni (del ruso: Просторный) es un posiólok del ókrug urbano de la ciudad-balneario de Anapa del krai de Krasnodar, en el sur de Rusia. Está situado junto a la orilla nororiental del mar Negro, 5 km al nordeste de la ciudad de Anapa y 125 km al oeste de Krasnodar. Tenía 577 habitantes en 2010.
Pertenece al municipio rural Supsejskoye.

## Transporte
Por la localidad pasa la carretera federal M25 Novorosíisk-Port Kavkaz.